# Modestep
Modestep – czteroosobowa grupa muzyczna, która uformowała się w 2010 roku w Londynie. Wykonuje muzykę z gatunku Dubstep. Założyła ją dwójka braci działających jako DJ-e już od 2001 roku, razem ze współlokatorem jednego z nich oraz grafikiem poznanym na Reading Festival.
Debiutancki singel Modestep Feel Good ukazał się 6 lutego 2011 roku. Po zaledwie tygodniu singel znalazł się na listach UK Singles Chart. Kolejny singel - Sunlight zdobył brytyjskie i europejskie listy przebojów. Dzięki niekonwencjonalnemu teledyskowi do utworu, gdzie w głównych rolach pojawiają się 3 starsze osoby, zespół stał się znany w Internecie.

## Dyskografia
Albumy studyjne
- Evolution Theory (2013)
- London Road (2015)

Single
- "To the Stars" (2011)
- "Show Me a Sign" (2012)
- "Inside My Head EP" (2013